# عباد بن یعقوب رواجنی کوفی
عبّاد بن یعقوب رواجنی اسدی کوفی (۱۵۰ - ۲۵۰ هجری) راوی و محدث شیعه بود. از آثار او اخبار المهدی و المعرفة است. او از راویان مورد وثوق شیعه است. اهل سنت نیز او را موثق دانسته و از او حدیث فراوانی نقل کرده‌اند.